# Миноносцы типа «Пернов»
Миноносцы типа «Пернов» — серия миноносцев из 25 единиц, построенная для Российского Императорского флота в 1891—1900 годах.

## Проект
В рамках реализации принятой программы 1890 года по судостроению 1890—1895 годов, Морской технический комитет (МТК) заказал ряду иностранных судостроительных компаний проект перспективного двухвинтового миноносца открытого моря для выбора лучшего с целью дальнейшего его производства на отечественных верфях. В конечном итоге, 2 августа 1890 года в МТК были рассмотрены два проекта — «Авангард» от французской судостроительной компании А. Нормана и «Курье» от английский верфи Д. Торникрофта. Предпочтение было отдано миноносцам «Авангард», которые являлись дальнейшим развитием проекта миноносцев типа «Ревель» — в исходный проект был внесён ряд изменений: по корпусу и вспомогательным механизмам, а также установлены более экономичные паровые машины тройного расширения с водотрубными котлами системы дю Трампля. 11 января 1891 года контракт на постройку миноносца был подписан в Париже. По нему предусматривалось, что миноносец будет способен сохранять скорость не менее 21 узла в течение часа, а ходовые испытания должны начаться не позднее 11 марта 1891 года. Местом проведения испытаний был выбран Шербур.

### Строительство головного корабля

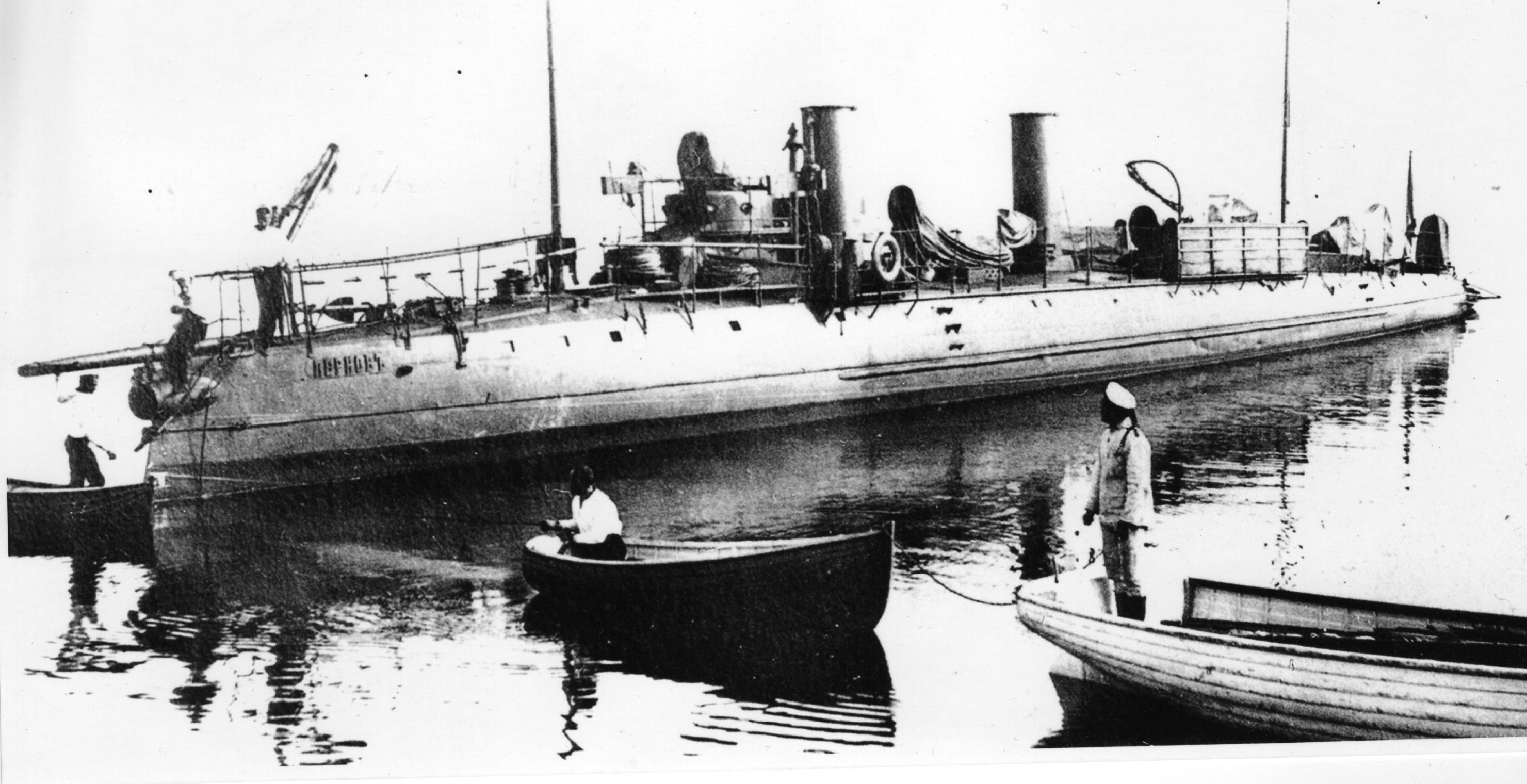
«Пернов» — головной миноносец

Головной миноносец «Пернов» строился на заводе А. Нормана во французском Гавре. Официальная закладка состоялась в январе 1891 года. 7 декабря 1891 года миноносец зачислен в списки судов Балтийского флота. Спуск на воду состоялся 11 августа 1892 года. После достройки миноносец был переведён в Шербур и предъявлен к официальным испытаниям 8 сентября 1892 года. В этот же день выведен на первые ходовые испытания. В ходе дальнейших ходовых испытаний миноносец развил скорость в 25,46 узла. По завершении испытаний он подвергся тщательному осмотру, вплоть до вскрытия главных механизмов. С 12 октября по 1 ноября 1892 года он совершил переход Шербур — Кронштадт. В октябре 1892 года «Пернов» вошёл в состав Балтийского флота, где приступили к его опытной эксплуатации. Во время зимовки миноносец был вооружён. Испытания вооружения состоялись летом 1893 года.

### Серийное строительство

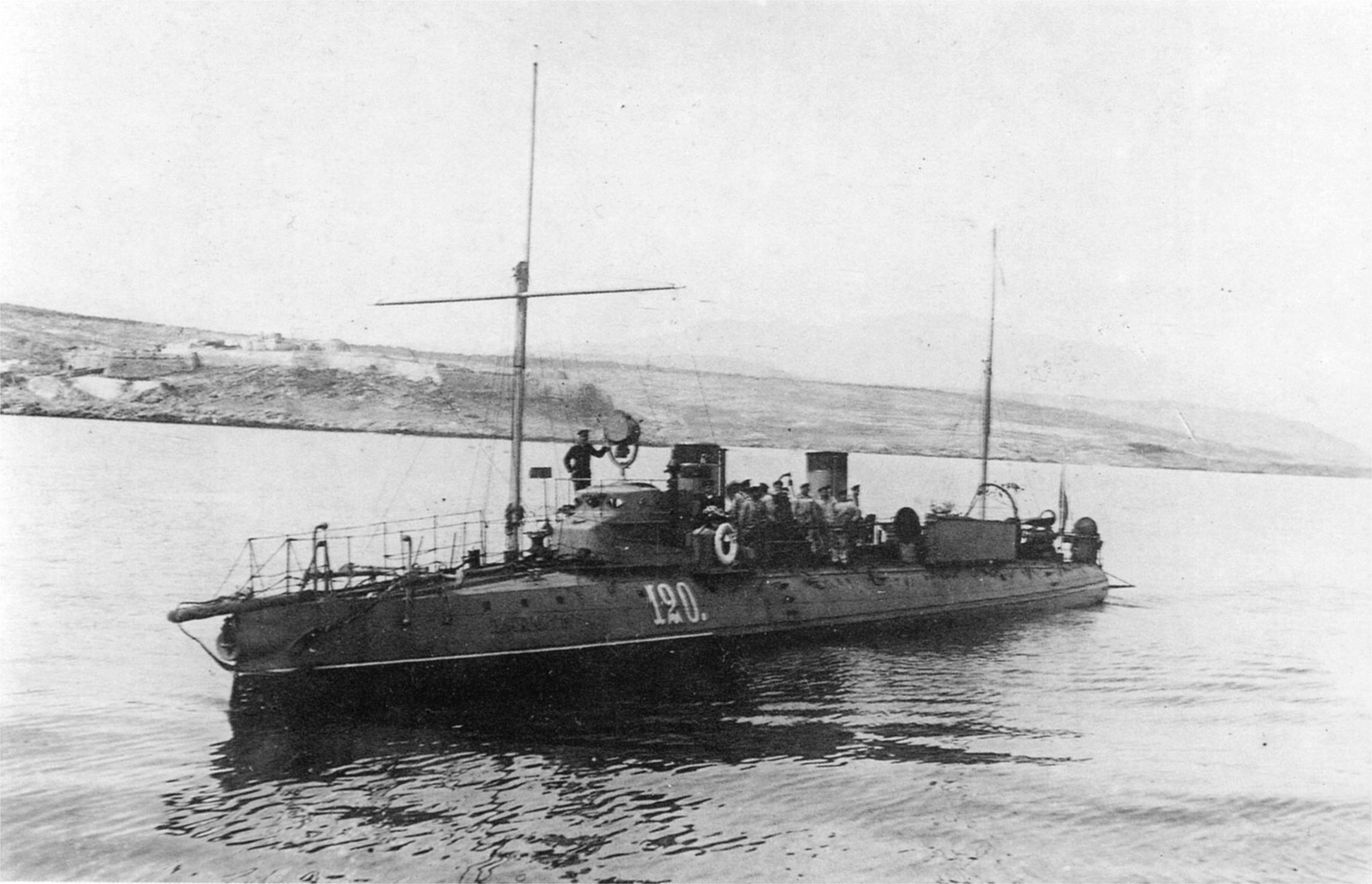
Миноносец № 120, бывший «Пакерорт»

На заводе Крейтона в Або произвели снятие лекал с корпуса и копирование с натуры частей механизмов для изучения на предмет возможности серийной постройки. Чертежи выполнил капитан 2-го ранга Линдестрем. Завод Крейтона получил заказ на строительство 2 миноносцев («Паланген» и «Пакерорт» (№ 119 и 120)). В декабре 1893 года чертежи были переданы на Ижорский завод, который получил заказ на 4 миноносца (№ 127—130). В 1894 году миноносец передали Московскому товариществу Невского механического в Санкт-Петербурге. Невский завод получил заказ на строительство 10 миноносцев (№ 133—142). В этом же году в Николаевском адмиралтействе начали постройку 4 миноносцев для Черноморского флота.
Для пополнения состава Сибирской флотилии были заказаны 4 машино-комплекта миноносцев Новому Адмиралтейству и Ижорскому заводу, которые предполагалось собрать во Владивостоке (№ 208—211). Механизмы для них изготовлялись на заводе Крейтона. В октябре 1896 года была отправлена первая партия из Санкт-Петербурга на пароходе «Нижний Новгород». В декабре 1896 года во Владивосток была доставлена вторая партия на пароходе Добровольного флота «Херсон». К 1 мая 1897 года было закончено освидетельствование всех восьми котлов изготовленных в Або. Первый миноносец — № 208 был спущен на воду 28 октября 1897 года, но командир владивостокского порта остался недоволен, так как не хватало частей корпуса, некоторых механизмов и другого оборудования. № 211, последний из строящихся, завершил ходовые испытания только в 1900 году.
Всего были заключены контракты на постройку 24 миноносцев. Их постройка на отечественных заводах не удалась, и миноносцы сильно отставали от прототипа по техническим данным. Также было принято решение построить несколько миноносцев с питанием котлов нефтью, но в силу ряда технических решений и некачественной сборки, они чаще требовали ремонта и развивали самую наименьшую скорость — едва достигали 17-узловой отметки.

## Тактико-технические данные
Водоизмещение корабля в полном грузу (запас топлива 15,7 тонн) составляло 120 тонн, длина по ватерлинии 42 метра, ширина 4,5 метра, осадка носом 1,3 метра, кормой 2,05 метра.

### Корпус
Корпус набран из стали. Для наружной обшивки использовались стальные листы толщиной 3—4 мм, которые крепились к набору внахлёст заклепками. Непотопляемость миноносца обеспечивалась водонепроницаемыми переборками, а водоотливные средства (9 паровых эжекторов, 2 циркуляционных насоса и машинная донка) были способны удалять воду в объеме, равном водоизмещению корабля, за 10 мин. Всего было предусмотрено 8 отсеков: таранный, носового руля, минное с помещением для команды, котельное, машинное, офицерское, помещение для кондукторов, кормовое. Корпус был разделён на две палубы — верхнюю и нижнюю. В носу на верхней палубе была смонтирована боевая рубка, которая служила и входным тамбуром в помещение для команды. В рубке были размещены средства управления и связи: штурвал с паровым приводом, машинный телеграф, прицел носового минного аппарата с пультом управления выстрелом, телеграф для передачи команд на палубные минные аппараты, переговорная труба с машинным отделением. Для входа в кормовые отделения на верхней палубе имелся сходной люк с комингсом.

## Главные механизмы и движитель

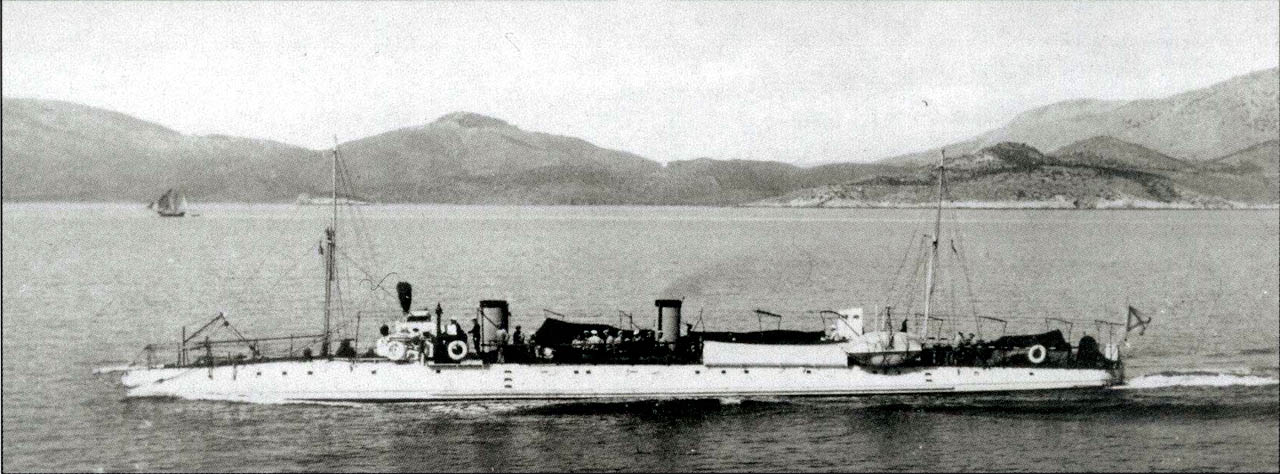
Миноносец № 208 на Дальнем Востоке

Главные механизмы состояли из двух трёхцилиндровых паровых механических силовых установок и двух водотрубных котлов системы дю Тампля с рабочим давлением 12,5 атмосферы. Общая индикаторная мощность двух машин составляла 1000 л. с. Подача воды из тёплых ящиков в котлы осуществлялась насосами через губчатые фильтры и подогреватели. Котельные вентиляторы приводились в действие от главных машин. Угольные ямы были смонтированы в котельном отделении побортно, они вмещали 20 тонн угля, а в перегруз дополнительно могли вместить до 10 тонн угля в мешках. Дым выводился через две дымовые трубы. Дальность плавания составляла 550 морских миль при 10-узловом ходе. Автономность двое суток.
Движителем являлись два винта фиксированного шага. Также миноносец, в качестве вспомогательного движителя мог использовать паруса, располагавшиеся на двух мачтах.

### Вооружение
Артиллерийское вооружение состояло из двух пятиствольных 37-мм револьверных пушек Гочкиса с длиной стволов 20 калибров. Они располагались на баке и корме. Вращение ствола осуществлял наводчик, дальность стрельбы не превышала 2,8 км, а максимальная скорострельность достигала 32 выстрела в минуту.
Минно-торпедное вооружение состояло из одного 381-мм неподвижного носового и двух 381-мм поворотных палубных минных аппаратов совкового типа. Они устанавливались в диаметральной плоскости — один в средней части и один в корме. В качестве боеприпасов использовались мины Уайтхеда, которые подавались на тележках по специальным рельсам.
В качестве навигационного оборудования использовался 10-дюймовый магнитный компас. Команда состояла из 24 человек, в том числе 3 офицера.

## Служба
Миноносец «Пернов», с апреля 1895 года получивший № 103, после многократных разборок механизмов и длительного пребывания на заводах без команд, получил ряд серьезных дефектов, которые обнаружила специальная комиссия, принимавшая его от Невского завода в июне 1896 года. 20 июня этого же года миноносец № 103 прибыл в Кронштадт и вошёл в состав Балтийского флота. С  сентября 1895 года он использовался для обучения команд.
Незадолго до 1-й мировой войны балтийские миноносцы были переоборудованы в тральщики и посыльные суда. Во время боевых действий состояли в составе отряда судов Або-Оландской шхерной позиции. Миноносец № 142 являлся флагманом кораблей охраны Свеаборгской крепости. Интернированны в Гельсингфорсе в мае 1918 года. Должны были вернуться по Юрьевскому договору с Финляндией, но из-за их плохого состояния были проданы на слом.
Тихоокеанские миноносцы № 208, 210 и 211 входили в оборонительный отряд Порт-Артура, № 209 входил во владивостокский отряд. С осени 1903 года и Порт-Артурские миноносцы переведены во Владивосток. Во время Русско-японской войны они несли дозорную службу. Миноносец № 208 погиб 10 июля 1904 года, подорвавшись на японской мине у острова Скрыплева. Миноносцы № 209 и 210 выведены из состава сибирской флотилии в июле 1911 года, № 211 в январе 1915 года.